# ロックンロール (くるりの曲)
「ロックンロール」は、ロックバンド・くるりの13枚目のシングル。2004年2月11日に発売された。発売元はSPEEDSTAR RECORDS。くるりの5thアルバムである『アンテナ』に収録されている。

## 概要
- 当時のドラマーであったクリストファー・マグワイアが参加した唯一のシングル。軽快な8ビートとギターを重ねたサウンド、くるり特有のコーラスが特徴の楽曲。
- ほとんどのツアーやフェスティバルでのライブのセットリストに入れられている。また、オリジナルよりキーを下げて演奏される。
- 曲名は2003年にZepp Tokyoで行われた「百鬼夜行」ツアーでマグワイアが「ロックンロールは、好きですかー!」という日本語MCを発したことから付けられた。
- ジャケットのデザインは古賀鈴鳴。
- 初回限定盤には「東京」と「ワンダーフォーゲル」のライブ模様を収録したDVDが付いている。
- フジテレビワンツーネクスト『みんなの鉄道』シリーズのオープニングテーマとして使用されている。

## プロモーション・ビデオ
防寒着を身にまとったメンバーが冷凍庫のような場所でバックライトが照らされる中、演奏しているもの。
また、ギター、ベースがすべてリッケンバッカーを使用しているのも印象的である。

## 収録曲
作詞・作曲は岸田繁。
1. ロックンロール
2. さよなら春の日
ドラムはクリフ・アーモンド。